# Cinta Makmur (Panai Hulu)
Cinta Makmur is een bestuurslaag in het regentschap Labuhan Batu van de provincie Noord-Sumatra, Indonesië. Cinta Makmur telt 3978 inwoners (volkstelling 2010).